# Exolon
Exolon es un videojuego Matamarcianos programado por Raffaele Cecco y publicado por Hewson en 1987 para las computadoras Sinclair ZX Spectrum, Commodore 64 y Amstrad CPC de 8 bits. Más tarde se lanzó en el Enterprise 128, el Amiga de 16 bits y el Atari ST.

## Jugabilidad
El jugador toma el control de un soldado futurista a través de varios niveles. Las pantallas se componen de niveles llenos alienígenas genéricos, así como emplazamientos de armas, misiles guiados, minas terrestres y otros peligros. El jugador puede defenderse con un arma y granadas propulsadas por cohetes. Las dos armas diferentes son efectivas contra diferentes enemigos.
Los enemigos en sí mismos son muy variados y toman la forma de alienígenas voladores del tipo que tradicionalmente se encuentra en los Matamarcianos. De la misma forma armas como misiles guiados, cañones fijos, tanques, minas terrestres, enjambres de vainas rojas y "trituradoras" que salen disparados del suelo. 
A la mitad de cada nivel, hay una cápsula en la que el jugador se puede "potenciar" con un exoesqueleto blindado mejorando las armas y la armadura. Completar el nivel sin este potenciador resulta en una bonificación de puntaje.
Existe un truco escondido estrategicamente en el teclado escribiendo en la opción de redefinir teclas la palabra ZORBA en este sentido, se escuchara una musiquilla acto seguido vuelve a redefinir las teclas y se podrá jugar con vidas infinitas.

## Legado
Exolon es uno de los juegos incluidos con el C64 Direct-to-TV (2004). 
En diciembre de 2005, Retrospec lanzó una nueva versión actualizada de Exolon para Microsoft Windows. Se puede descargar desde el sitio web de Retrospec.